# 安藤悠美
安藤 悠美（あんどう ゆうみ、1984年1月24日 - ）は、日本のレースクイーン、タレントである。北海道出身。

## 人物・来歴
- 趣味：買い物、音楽鑑賞
- 特技：ダンス、ピアノ、スポーツ
- 2006年、宝山's cosmos サーキットレディ
- 2007年、SUPER GT「Team machレースクイーン」
- 2007年、JLMC TEAM KAWAMURAサーキットレディ
- アイドルユニット『VENUS』ではリーダーを務めたほか、得意のダンスを生かして振り付けも担当した。
- 2008年3月をもって、所属していたエスピーワンを退所。

## 出演

### テレビドラマ
- アキハバラ@DEEP（2006年・TBS）
- ライオン丸G（2006年・テレビ東京）
- 結婚披露宴〜人生最悪の3時間〜（2007年・フジテレビ）

### バラエティ
- やりすぎコージー（テレビ東京） - 第4期やりすぎガール
- ものまねバトルクラブ（日本テレビ）
- 女神のハテナ（日本テレビ）
- ランク王国（TBS）
- あらびき団（TBS）
- 全力坂（テレビ朝日）
- ABCヴィーナスバトル2007（ABC）
- MAXハニー（奈良テレビ・テレビ和歌山）
- 宇宙一せまい授業!（あっ!とおどろく放送局）
- 誘惑のマーメイド（MONDO21）

### ラジオ
- 志村けんのFirst stage〜はじめの一歩〜（JFN系）
- 四番なかやま（TBSラジオ）
- ゴチャ・まぜっ!（MBSラジオ）
- ASIAN美少女FILE（USEN）

### CM・広告
- TOSHIBA「モバHO!」
- JINRO

## リリース作品

### DVD
- 「Venus Line〜女神のからだ〜」（トリコ・2007年10月20日発売）